# Jamestowns fyr
Jamestowns fyr är en fyr i stadsdelen Jamestown i Accra i Ghana.
Den första fyren på platsen byggdes av britterna i narheten av Fort James 1871. Den byggdes om 1892 och en vågbrytare, som skulle bli början till en hamn, anlades i början av 1900-talet.
Den nuvarande fyren byggdes på 1930-talet och var ursprungligen blå och vit. Den är hopbyggd med fyrvaktarbostaden och har en lysvidd på 16 sjömil. Fyren renoverades 2011 och målades i de nuvarande färgerna samt försågs med solpaneler. Fyren kan besökas.